# アリ・ベン＝メナシェ
アリ・ベン＝メナシェ（Ari Ben-Menashe、ヘブライ語: ארי בן מנשה‎、1951年12月4日 - ）は、イランで生まれたイスラエルの実業家、セキュリティ・コンサルタント、作家。1977年から1987年までイスラエル参謀本部諜報局で勤務しており、武器商人でもあった。現在はカナダのモントリオールに居住しており、貿易会社を経営している。